# Estobeu
Estobeu ou João Estobeu (em grego: Ἰωάννης ὁ Στοβαῖος), natural de Estobi no norte da Macedônia, foi o compilador de uma valiosa série de fragmentos dos autores gregos.

### Textos de Estobeu em grego
- Ιωάννης Στοβαίος, ed. (1823). Ανθολόγιον, Τόμος Α'. [S.l.]: in bibliopolio Kuehniano
- Ιωάννης Στοβαίος, ed. (1822). Ανθολόγιον, Τόμος Β'. [S.l.]: Oxonii, e typographeo Clarendoniano
- Ιωάννης Στοβαίος, ed. (1824). Ανθολόγιον, Τόμος Γ'. [S.l.]: in bibliopolio Kuehniano
- Ιωάννης Στοβαίος, ed. (1824). Ανθολόγιον, Τόμος Δ'. [S.l.]: in bibliopolio Kuehniano